# Pausa Records
Pausa Records was een platenlabel voor jazz-muziek dat ongeveer actief was in de periode 1975-1986. Het was de Amerikaanse divisie van de Italiaanse platenmaatschappij Produttori Associati, hetgeen tot de naam leidde: PA-USA. In Italië was deze maatschappij ook bekend door de release van soundtracks van Italiaanse films. 
Musici die op het label Pausa uitkwamen waren onder meer Oscar Peterson, Alphonse Mouzon, Art Farmer, Benny Goodman, George Shearing, Gerry Mulligan, Harry James, Ira Sullivan, Jimmy Raney, Joe Henderson, Lee Konitz, Louie Bellson, Monty Alexander, Nancy Wilson, Stéphane Grappelli en Willie Dixon. In 1990 verloor het label een rechtszaak vanwege het niet betalen van royalty's.